# Niederrieden
Niederrieden – miejscowość i gmina w Niemczech, w kraju związkowym Bawaria, w rejencji Szwabia, w regionie Donau-Iller, w powiecie Unterallgäu, wchodzi w skład wspólnoty administracyjnej Boos. Leży w Szwabii, około 24 km na zachód od Mindelheimu, nad rzeką Roth, przy drodze B300.

## Demografia
| Rok  | Liczba mieszk. |
| ---- | -------------- |
| 1970 | 917            |
| 1987 | 1 088          |
| 2000 | 1 210          |
| 2005 | 1 273          |

## Polityka
Wójtem gminy jest Michael Büchler z CSU/Bürgerunion, rada gminy składa się z 12 osób.
|      | CSU/Bürgerunion | SPD | Freie Wählergemeinschaft | Christliche Wähler | Razem |
| 2008 | 4               | 1   | 5                        | 2                  | 12    |
| 2002 | 5               | 1   | 4                        | 2                  | 12    |

## Oświata
W gminie znajduje się przedszkole (75 miejsc i 51 dzieci).